# HMS Lancaster (1797)
HMS Lancaster (Корабль Его Величества «Ланкастер») — 64-пушечный линейный корабль третьего ранга. Второй корабль Королевского флота, названный HMS Lancaster. Корабль строился для Британской Ост-Индской компании,
но был выкуплен Королевским флотом после начала Французских революционных войн. Спущен на воду 29 января 1797 года на частной верфи Рэндалла в Ротерхите. Принял участие во многих морских сражениях периода Французских революционных и Наполеоновских войн, в том числе в Сражении при Кампердауне.

## Служба
В октябре 1797 года Lancaster, под командованием капитана Джона Уэллса, находился в Северном море, где 9 октября
присоединился к флоту адмирала Дункана в Ярмуте и отплыл к острову Тексел.
11 октября 1797 года принял участие в Сражении при Кампердауне, в котором британский флот
адмирала Адама Дункана одержал решительную победу над голландским флотом адмирала де Винтера.
Lancaster входил в наветренную эскадру британского флота, и вслед за Venerable, флагманом адмирала Дункана атаковал голландский авангард. Belliqueux, Lancaster и Isis напали на передовые голландские корабли, при этом Lancaster вступил в бой с 56-пушечным кораблем Beschermer и вынудил его выйти из линии. Позже он спустился вниз вдоль линии, чтобы помочь Triumph и Veteran. В сражении Lancaster потерял 3 человека убитыми и 18 ранеными.
В июле 1800 года вице-адмирал Роджер Кертис послал Lancaster, Adamant, Rattlesnake и Euphrosyne для блокады Иль де Франс и Бурбона. Они оставались там до октября и разделили призовые деньги за несколько судов, захваченных ими в течение этого периода.
Lancaster, под командованием капитана Уильяма Фотерджила, сопровождал транспорты с войсками под командованием генерала
сэра Сэмюэля Аучмати для усиления армии в Южной Америке. Конвой вышел из Фалмута 11 октября, прибыл в Рио-де-Жанейро и
присоединился к эскадре контр-адмирала Чарльза Стерлинга у Мальдонадо 5 января 1807 года. Эскадра Стерлинга прибыла к острову
Флорес, где 16 января 1807 года высадила на берег войска для нападения на Монтевидео в рамках второго вторжения в вице-королевство Рио-де-Ла-Плата. Вместе с войсками на берег были высажены около 800 моряков и морских пехотинцев под командованием капитана Доннелли, а также орудия и боеприпасы с линейных кораблей. Город был захвачен 3 февраля, после короткого штурма.
В 1808 году Lancaster был отправлен в резерв в Чатеме. Он оставался в резерве до 4 января 1832 года когда было принято решение вывести его из состава флота и продать на слом.